# Aydın İbrahimov
Aydın Əli oğlu İbrahimov (in russo Айдын Али-оглы Ибрагимов?, Aydyn Ali-ogly Ibragimov; Gəncə, 17 settembre 1938 – Baku, 2 settembre 2021) è stato un lottatore sovietico, dal 1991 cittadino azero, specializzato nella lotta libera.

## Biografia
Ai mondiali di Sofia 1963 si laureò campione iridato nella categoria dei pesi gallo.
Rappresentò l' Unione Sovietica ai Giochi olimpici estivi di Tokyo 1964, dove vinse la medaglia di bronzo nel torneo dei pesi gallo.
Agli europei di Karlsruhe 1966 guadagnò l'oro continentale.
Morì il 2 settembre 2021 a causa delle complicazioni da COVID-19.

## Palmarès
| Anno | Manifestazione  | Sede      | Evento              | Risultato | Note  |
| ---- | --------------- | --------- | ------------------- | --------- | ----- |
| 1963 | Mondiali        | Sofia     | Pesi gallo (-57 kg) | Oro       |       |
| 1964 | Giochi olimpici | Tokyo     | Pesi gallo (-57 kg) | Bronzo    | [ 1 ] |
| 1966 | Europei         | Karlsruhe | Pesi gallo (-57 kg) | Oro       |       |